# Paepalanthus subtilis
Paepalanthus subtilis är en gräsväxtart som beskrevs av Friedrich Anton Wilhelm Miquel. Paepalanthus subtilis ingår i släktet Paepalanthus och familjen Eriocaulaceae. Inga underarter finns listade i Catalogue of Life.